# آبیاری از کف

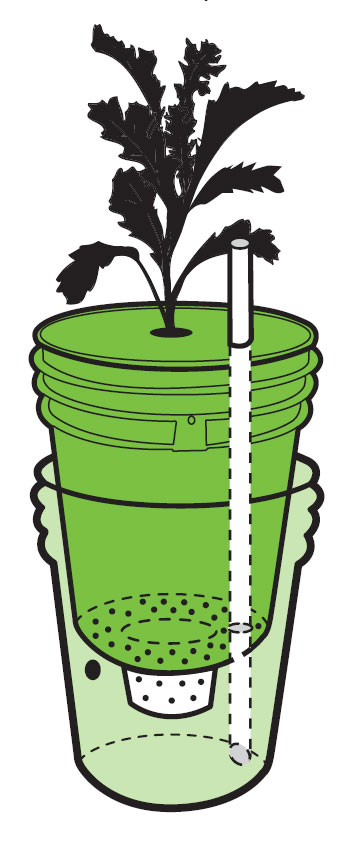
شماتیک گلدان با تکنیک آبیاری از پایین

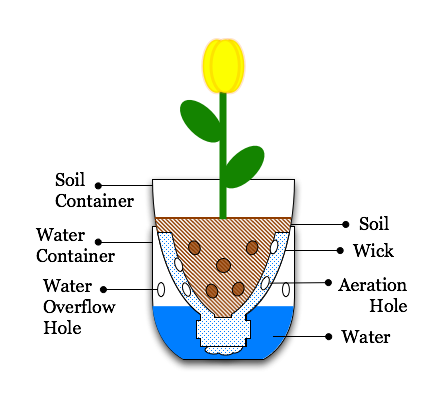
نمودار یک بطری دو لیتری که یک گیاه با آبیاری از کف به شکل بازیافت آب عمل می‌کند

آبیاری از کف (به انگلیسی: (Sub-irrigated planter (SIP) یک نام عمومی برای نوع خاصی از گلدان یا جعبه کاشت است که در باغبانی جعبه‌ای و محوطه سازی استفاده می‌شود. اس آی چی (SIP) به روشی برای آبیاری گیاهان گفته می‌شود که در آن آب از پایین وارد می‌شود و از طریق فشار مویرگی به سمت بالا حرکت کرده تا به گیاه برسد.

## موارد استفاده
این آبیاری به صورت خودکار است و به همین علت این روش برای زیباسازی در ساختمانها یا فضاسازی شهری محبوب است. نسخه‌های تجاری سیستم آبیاری از کف رطوبت محیط را متراکم کرده و مستقیماً به ریشه گیاهان برای تغذیه می‌رساند. SIP به عنوان محصولات تجاری یا پروژه‌هایی که خودت انجام بده متشکل از گلدانهای پلاستیکی، جعبه یا سطل و محفظه ذخیره‌سازی آب ساخته شده‌است. یکی از معایب اینگونه سیستمهای بسته این است که نمکهای محلول نمی‌توانند به قسمت پایین خاک حرکت کرده و با گذشت زمان خاک شور می‌شود.
در گلدان های خانگی پیشنهاد می شود به طور کامل آب را درون زیرگلدانی بریزید. این کار مانع از شست ه شدن خاک و صفت شدن آن می شود.